# Бразильсько-французькі відносини

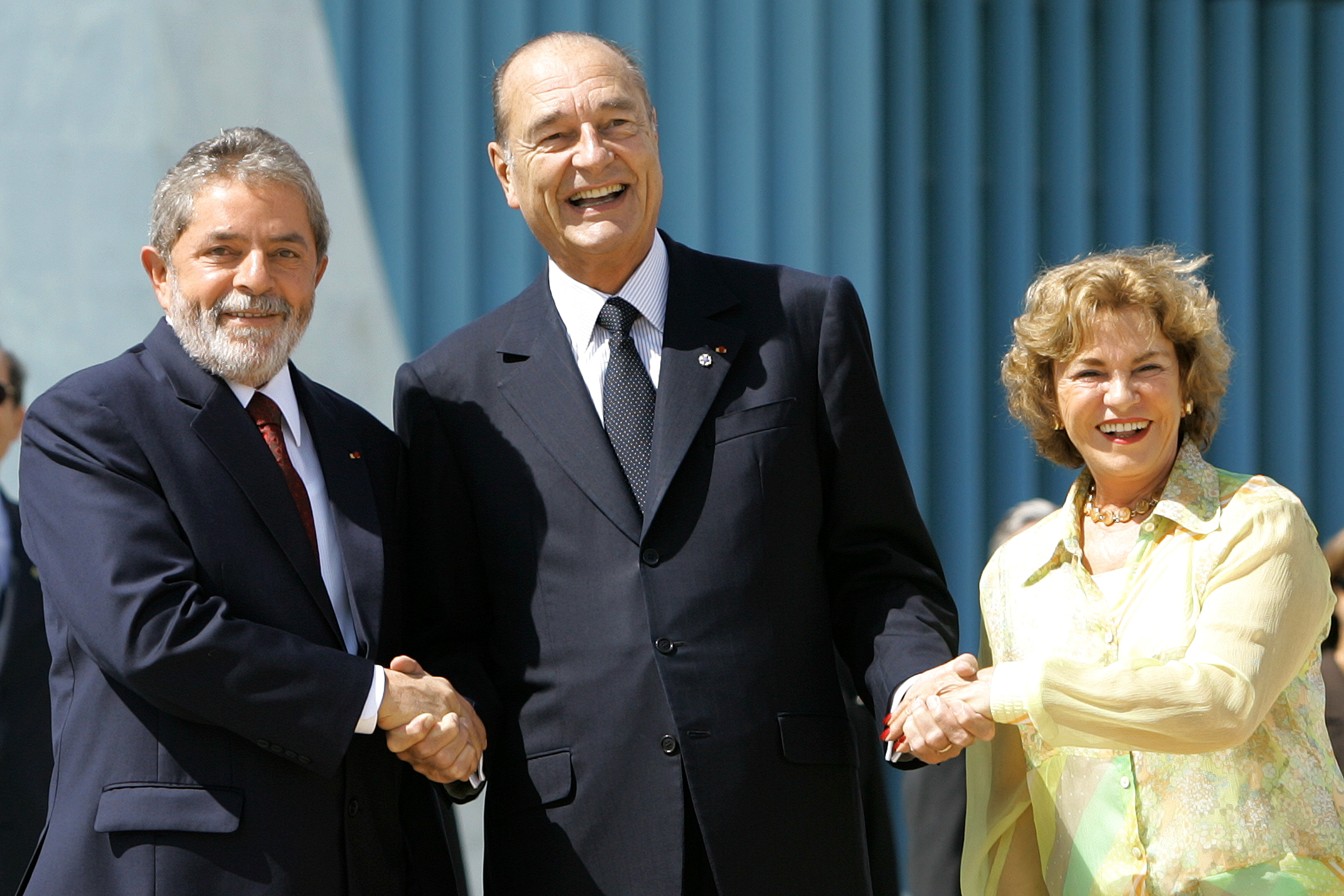
Колишній президент Франції Жак Ширак вітає колишнього президента Бразилії Луїза Ігнасіу Лулу да Сілву і його дружину Марісу під час церемонії в Палаці Світанку в Бразилії

Бразильсько-французькі відносини — двосторонні відносини між Бразилією та Францією. Бразилія та Франція встановили тісні двосторонні відносини на основі цінностей, які поділяють обидві країни: просування демократичних принципів і захисту прав людини, зміцнення міжнародного права і багатополярності, встановлення соціальної справедливості, збереження миру та безпеки, прихильність до нерозповсюдження зброї масового знищення і політики роззброєння, охорона довкілля і культурної різноманітності.
Франція визнає Бразилію своїм особливим партнером у Південній Америці, а також як державу, що відіграє вагому роль у вирішенні міжнародних питань. Обидві країни прагнуть до зміцнення двосторонньої співпраці в таких галузях, як атомна енергетика, поновлювані джерела енергії, оборонні технології, технологічні інновації, спільне співробітництво в африканських країнах та космічних технологіях, лікарські засоби та захист довкілля.
2008 року Франція та Бразилія вступили в офіційний стратегічний альянс. Франція визнає прагнення Бразилії стати глобальним гравцем на міжнародній арені і підтримує бразильську заявку на отримання постійного місця в Раді Безпеки Організації Об'єднаних Націй. Франція має намір допомогти Бразилії в розробці ключових технологій в різних секторах економіки: військовій та космічній галузі, а також в енергетичних та технологічних дослідженнях для отримання Бразилією статусу великої світової держави.
2013 року компанія BBC World Service Poll провела опитування жителів цих країн: 54 % французів позитивно ставилися до Бразилії, а 32 % — негативно; 50 % бразильців ставилися до Франції позитивно, а 19 % висловлювали негативну думку щодо цієї країні. Протяжність державного кордону між країнами становить 649 км.

## Історія
| Розвиток двосторонніх відносин | Розвиток двосторонніх відносин |
| ------------------------------ | --- |
| 1825 рік                       | Франція стала першою європейською країною, що визнала незалежність Бразилії.                                                                                   |
| 1959 рік                       | Інавгурація бразильської королівської сім'ї (Casa do Brasil) у Паризькому університеті.                                                                        |
| 2003 рік                       | Франція запросила Бразилію брати участь у 29-му саміті Великої вісімки в департаменті Евіан-ле-Бен.                                                            |
| 2004 рік                       | Створення Місії проти голоду і злиднів за ініціативою президентів Луїза Інасіу Лули да Сілви і Жака Ширака; Створення Місії ООН зі встановлення миру на Гаїті. |
| 2005 рік                       | Рік Бразилії у Франції. |
| 2008 рік                       | Бразилія і Франція стали стратегічними союзниками. |
| 2009 рік                       | Рік Франції в Бразилії. |

## Економічні відносини
Бразилія — це найбільший торговельно-економічний партнер Франції в Латинській Америці і четвертий найважливіший партнер поза ОЕСР. Понад 500 французьких компаній розташовані в Бразилії, чисельність їхнього персоналу становить понад 250,000 осіб. У 2009 році загальний товарообіг між двома країнами склав 6,5 мільярдів доларів США.
| 2003                                             | 2004      | 2005      | 2006      | 2007      | 2008      | 2009       |           |
| ------------------------------------------------ | --------- | --------- | --------- | --------- | --------- | ---------- | --------- |
| Французький експорт до Бразилії                  | $1.8 млрд | $2.3 млрд | $2.7 млрд | $2.8 млрд | $3.5 млрд | $4.7 млрд  | $3.6 млрд |
| Бразильський експорт у Францію                   | $1.7 млрд | $2.2 млрд | $2.5 млрд | $2.7 млрд | $3.5 млрд | $4.1 млрд  | $2.9 млрд |
| Загалом                                          | $3.5 млрд | $4.5 млрд | $5.2 млрд | $5.5 млрд | $7 млрд   | $8.8 млрд. | $6.5 млрд |
| Нотатка: Всі розрахунки в доларах США. Джерело:. |           |           |           |           |           |            |           |

## Культурні зв'язки
Бразилія є провідним партнером Франції в Латинській Америці з культурного, наукового і технічного співробітництва. У трьох французьких середніх школах (Сан-Паулу, Ріо-де-Жанейро, Бразиліа) навчається загалом 2150 студентів; 1000 з яких є французами. Альянс Франсез у Бразилії є найстарішим і найбільшим у світі (74 заклади в 52-х містах). Бразилія, завдяки її минулим і нинішнім зв'язкам з Францією, має право на отримання членства в Міжнародній організації Франкофонія. Обидві країни також є найбільшими на своїх континентах католицькими країнами за чисельністю населення.

## Прикордонне співробітництво

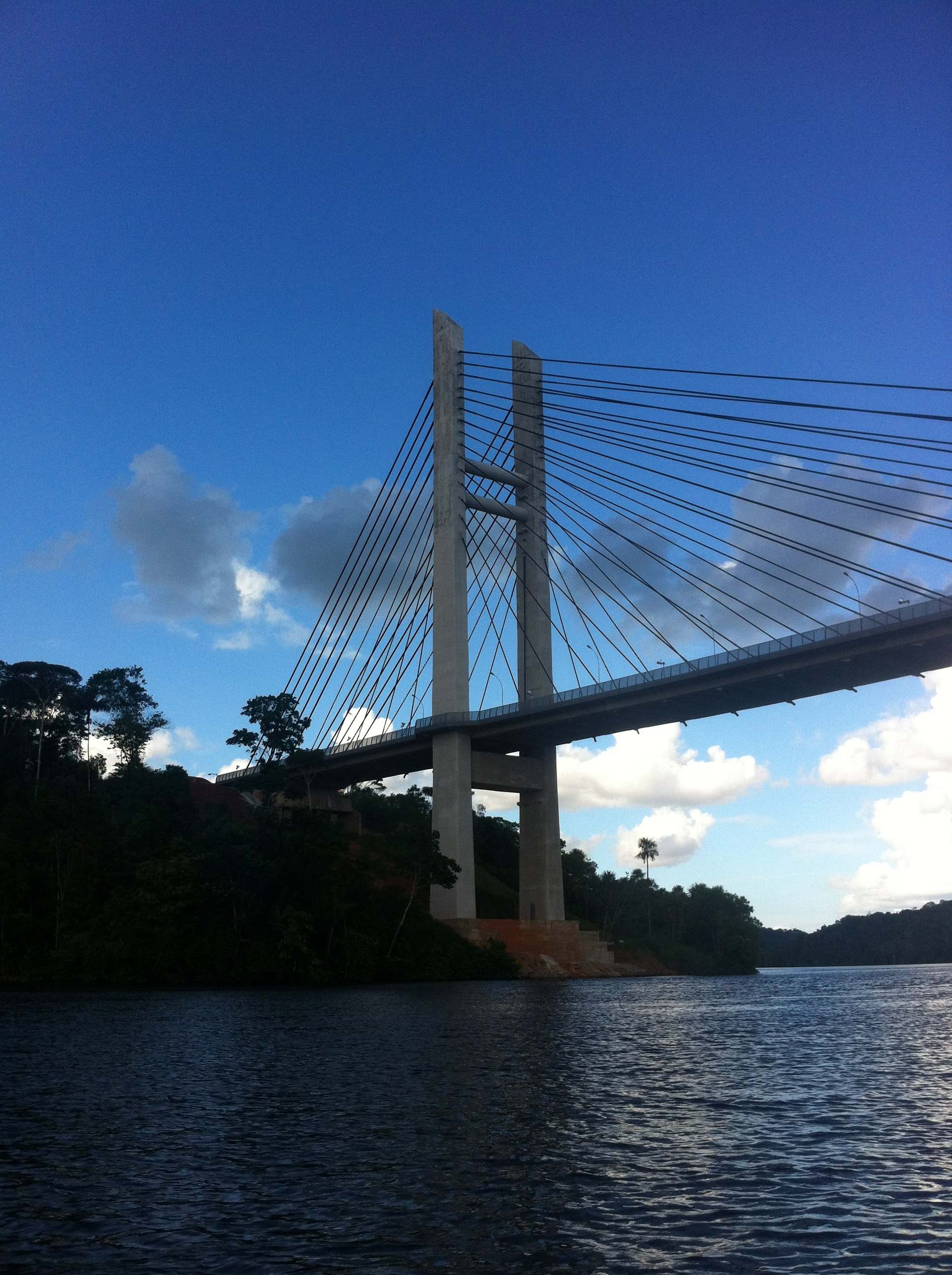
Міст через річку Ояпок

Бразилія та Франція мають спільний кордон протяжністю 673 км, який пролягає між штатом Амапа і Французькою Гвіаною. Транскордонна співпраця між двома країнами розвивається, завдяки цьому вдалося економічно розвинути Французьку Гвіану, вчасно реагувати на занепокоєння обох сторін щодо різних міжнародних суперечок, заохочувати розвиток товарообігу і туристичних поїздок. Також Франція отримала, за ініціативою Бразилії, статус спостерігача в Амазонському пакті. Будівництво мосту через річку Ояпок дозволило прокласти дорогу між містами Каєнна і Макапа. У травні 2012 року Бразилія розмістила свої прикордонні війська на кордоні з Французькою Гвіаною.

## Військове співробітництво
Оборонне співробітництво між країнами зазнало значних змін в останні роки. 15 липня 2005 року Бразилія та Франція підписали низку угод щодо військового співробітництва у таких галузях, як авіація і передові військові технології. 2008 року обидві країни підписали Угоду про статус сил. 23 грудня 2008 року Бразилія та Франція встановили офіційний стратегічний альянс.
24 грудня 2008 року Бразилія та Франція підписали великий договір у галузі оборони. Бразильський уряд придбав 50 вертольотів Eurocopter EC725 Cougar, атомний підводний човен, а також чотири підводні човни типу «Скорпен» у французького уряду на суму близько 12 мільярдів доларів США. Президент Бразилії Луїс Інасіу Лула да Сілва і президент Франції Ніколя Саркозі підписали угоду про продаж цього військового майна в Ріо-де-Жанейро. Всі ці контракти підписані за умови передачі технологій з виробництва і пропонують значні перспективи участі для бразильської промисловості. Вертольоти побудує бразильська фірма Helibras у партнерстві з Eurocopter. Чотири підводні човни типу «Скорпен» буде споруджено в Бразилії, на новій верфі компанією Odebrecht за підтримки французької компанії DCNS в Ітагуаї (штат Ріо-де-Жанейро). У вересні 2009 року країни оголосили про створення спільного підприємства між компаніями Agrale і Renault Trucks з виробництва військових транспортних засобів.

## Операція «Лобстер»
21 лютого 1963 року бразильський флот пішов на перехоплення французького риболовецького судна біля узбережжя штату Пернамбуку, ВМС Франції також увійшли в цю область з метою захисту судна.

## Наукове співробітництво
Франція є другим провідним науковим партнером Бразилії, після США. Бразилія є провідним науковим партнером Франції в Латинській Америці. Ці дві країни співпрацюють в таких наукових галузях, як: зміна клімату, сталий економічний розвиток, збереження біорізноманіття, технологічних інноваціях та дослідженнях геному.